# Ethnic Cleansing
Ethnic Cleansing (in italiano: Pulizia Etnica) è un videogioco sparatutto in prima persona per Microsoft Windows sviluppato dall'organizzazione americana pro-potere bianco National Alliance e pubblicato dalla sua etichetta discografica, la Resistance Records, il 21 gennaio 2002. Ambientato durante un conflitto etnico, il giocatore controlla uno skinhead neonazista o un militante del Ku Klux Klan e ha il compito di uccidere nemici afroamericani, latinos ed ebrei, facendosi strada fino a eliminare l'ex primo ministro israeliano Ariel Sharon.
Utilizzando il motore grafico Genesis3D, la National Alliance ha creato il gioco con lo scopo di essere provocatorio e di supportare il loro messaggio a favore del potere bianco. Ethnic Cleansing ha suscitato molte polemiche, ricevendo particolare attenzione dalla Anti-Defamation League ebraica, venendo classificato più volte come uno dei videogiochi più controversi mai concepiti. Inizialmente una lunga serie di sequel era prevista, ma a oggi solo uno, intitolato White Law, è stato pubblicato.

## Modalità di gioco

Il giocatore si muove in un edificio con l'arma pronta a far fuoco. In alto a sinistra è presente un radar per l'orientamento, mentre in alto a destra sono indicate le munizioni e punti ferita residui. Sul muro, appare un poster della National Alliance.

Ethnic Cleansing è uno sparatutto in prima persona piuttosto semplice, di breve durata, ambientato in un unico livello. Il giocatore può selezionare il personaggio giocante, a piacere, tra uno skinhead neonazista o un militante del Ku Klux Klan. Il personaggio si muove nel livello, che ha l'aspetto di un ghetto di New York, sparando e uccidendo afroamericani e latinos armati, prima di scendere in una metropolitana per uccidere degli ebrei. Infine, il giocatore raggiunge il centro operativo del governo d'occupazione sionista, dove una caricatura di Ariel Sharon, a quel tempo primo ministro di Israele, sta dirigendo piani per il dominio del mondo e la messa in pratica della teoria del complotto giudaico. Sharon è armato con un lanciarazzi e rappresenta il boss finale, il giocatore deve ucciderlo per completare il gioco.
L'HUD di gioco fornisce diverse informazioni tra cui un radar su cui vengono indicati i nemici vicini, e un contatore di munizioni e punti ferita residui.
La colonna sonora è composta da musica nazi punk. Il gioco è intriso di rappresentazioni grafiche e sonore a base di stereotipi razziali: quando uccisi, i nemici afroamericani urlano come scimmie, mentre i nemici ebrei gridano: «Oy vey!», esclamazione tipica in lingua yiddish. I personaggi latinos, invece, esclamano: «Ora ho bisogno di farmi una siesta». Inoltre, i nemici afroamericani sono rappresentati con tratti somatici scimmieschi e alcuni indossano magliette con la scritta "NIGZ" (negri), mentre i nemici latinos indossano dei sombrero.

## Sviluppo e pubblicazione
Ethnic Cleansing è stato sviluppato da membri della National Alliance, organizzazione americana a favore del potere bianco e pubblicata dalla Resistance Records, la sua etichetta discografica affiliata specializzata in musica nazi punk. È stato sviluppato per Microsoft Windows utilizzando il motore grafico open source, di Eclipse Entertainment, Genesis3D in accoppiata con il development kit "Reality Factory". Il codice sorgente non ha subito variazioni degne di nota rispetto all'originale, gli sviluppatori hanno semplicemente inserito immagini e suoni che avevano creato con programmi di editing disponibili gratuitamente.
Shaun Walker, il presidente della National Alliance, ha spiegato alla United Press International che l'intento era di produrre un videogioco di tipo provocatorio e promuovere la segregazione razziale. Il fondatore della National Alliance, William Luther Pierce, che appare anche nel gioco per discutere di una "prossima rivoluzione bianca", considerava i videogiochi un altro valido mezzo per promuovere i messaggi della sua organizzazione. Resistance Records ha pubblicato il gioco nel Martin Luther King Day, il 21 gennaio, al prezzo di 14,88 dollari: un riferimento allo slogan delle quattordici parole del potere bianco e al codice numerico neonazista "88" (che sta per "HH" o "Heil Hitler").

## Accoglienza e controversie
Sebbene abbia ricevuto scarsa attenzione da parte dei media principali, il gioco è stato immediatamente controverso tra gli americani di entrambi i lati dello spettro politico. L'Anti-Defamation League, un'organizzazione ebraica antirazzista che si preoccupa in particolare dell'antisemitismo, ha pubblicizzato l'esistenza del gioco e ha incitato gli sviluppatori del motore Genesis3D a modificarne la licenza d'uso così da vietarne il permesso di sviluppare giochi razzisti. Sono state esercitate anche pressioni sull'intera Entertainment Software Association, così da incoraggiare i suoi membri ad adottare tali politiche.
L'accoglienza del gioco da parte della critica è stata estremamente negativa. David Leonard di PopMatters ha parlato della grafica e della modalità di gioco. Pur non approvando il messaggio contenuto in Ethnic Cleansing, sostenne che era solo l'ultimo di una lunga serie di videogiochi razzisti, azzardando paragoni con Grand Theft Auto III, NFL Street e Freedom Fighters. Le note riviste Complex e UGO lo hanno classificato tra i titoli più razzisti della storia dei videogiochi. Lo scrittore dello staff di UGO, K. Thor Jensen, lo definì semplicemente come "uno sparatutto profondamente stupido".
Pierce stimò che un paio di migliaia di copie del gioco erano state vendute a un mese dalla sua pubblicazione e che il 90% dei compratori erano stati adolescenti caucasici, mentre secondo altre fonti il gioco è stato scaricato da Internet circa 12 000 volte.

## Sequel
National Alliance e Resistance Records hanno pubblicato un gioco simile, White Law, nel giugno 2003. Nel titolo si interpreta un poliziotto di origini irlando-americane impegnato nel proteggere il suo territorio dalle minoranze razziali con l'uso della forza letale. È stato paragonato a Freedom Fighters, sebbene fosse basato sugli eventi del romanzo di Pierce, The Turner Diaries. La National Alliance intendeva creare un'intera serie di videogiochi razzisti, ma a oggi White Law è l'ultimo pubblicato.